# جزيرة باري
جزيرة باري هي جزيرة من جزر إندونيسيا، تقع في مقاطعة بنتن، في الجزء الغربي من إندونيسيا على بُعد 50 كيلومترًا شمال غرب العاصمة جاكارتا، وتبلغ مساحتها 0.63 كيلومترًا مربعًا.